# Attelle de tibia
 (mars 2024).
 Mise en garde médicale
Une attelle de tibia est une douleur le long du bord interne du tibia due à une inflammation des tissus dans cette région . Généralement, elle s'entend entre le milieu de la jambe et la cheville. Cette douleur est souvent sourde ou aiguë, et elle est couramment provoquée par l’exercice physique. Elle disparaît généralement lors des périodes de repos. Les complications peuvent inclure des fractures de stress.
Les attelles tibiales surviennent typiquement en raison d'une activité physique excessive. Les groupes couramment touchés comprennent les coureurs, les danseurs et le personnel militaire . Le mécanisme sous-jacent n’est pas tout à fait clair. Le diagnostic est généralement basé sur les symptômes, avec une imagerie médicale réalisée pour exclure d'autres causes possibles .

## Traitement
Les périostites tibiales sont généralement traitées par du repos suivi d'un retour progressif à l'exercice,,. D'autres mesures telles que les anti-inflammatoires non stéroïdiens (AINS), les compresses froides, la physiothérapie et la compression peuvent être utilisées,. Les semelles intérieures de chaussures peuvent aider certaines personnes. La chirurgie est rarement nécessaire, mais peut être pratiquée si d'autres mesures ne sont pas efficaces. Les taux d'attelles de tibia dans les groupes à risque varient de 4 % à 35 %. La condition survient plus souvent chez les femmes. Il est décrit pour la première fois en 1958.